# Franco Mastantuono
Franco Mastantuono (sinh ngày 14 tháng 8 năm 2007) là một cầu thủ bóng đá chuyên nghiệp người Argentina hiện đang thi đấu ở vị trí tiền vệ hoặc tiền đạo cho câu lạc bộ Real Madrid Castilla và Đội tuyển bóng đá quốc gia Argentina.

## Sự nghiệp câu lạc bộ

### Real Madrid
Vào ngày 13 tháng 6 năm 2025, câu lạc bộ La Liga Real Madrid thông báo rằng Mastantuono sẽ gia nhập câu lạc bộ vào đúng sinh nhật lần thứ 18 của anh, ngày 14 tháng 8, sau khi ký hợp đồng có thời hạn sáu năm với Los Blancos. Thỏa thuận này có giá trị 46 triệu euro và Madrid đã kích hoạt điều khoản giải phóng hợp đồng của anh.

## Sự nghiệp quốc tế
Sinh ra tại Argentina, Mastantuono là người gốc Ý và mang quốc tịch Argentina lẫn Ý. Anh lần đầu tiên được huấn luyện viên Pablo Aimar triệu tập vào đội tuyển U-17 quốc gia Argentina khi mới 15 tuổi. Màn trình diễn ấn tượng của anh với các đội trẻ River Plate đã thu hút sự chú ý của huấn luyện viên đội tuyển U-20 quốc gia Argentina Javier Mascherano, người đã triệu tập anh lên để tập luyện cùng đội vào giữa năm 2022.
Vào cuối tháng 5 năm 2025, Mastantuono lần đầu tiên được Lionel Scaloni triệu tập vào đội tuyển quốc gia Argentina cho các trận đấu vòng loại World Cup 2026 với Chile và Colombia. Vài ngày sau, anh đã chơi trận ra mắt quốc tế khi thay thế Thiago Almada trong chiến thắng 1–0 trên sân khách trước Chile vào ngày 5 tháng 6. Anh trở thành cầu thủ Argentina trẻ nhất ra mắt chính thức cho đội tuyển quốc gia lúc 17 tuổi và 296 ngày, vượt qua kỷ lục trước đó do Adolfo Heisinger nắm giữ.

## Thống kê sự nghiệp

### Câu lạc bộ
Tính đến 25 tháng 6 năm 2025
| Câu lạc bộ          | Mùa giải            | Giải vô địch               | Giải vô địch | Giải vô địch | Cúp quốc gia | Cúp quốc gia | Châu lục | Châu lục | Khác | Khác | Tổng cộng | Tổng cộng |
| Câu lạc bộ          | Mùa giải            | Hạng đấu                   | Trận         | Bàn          | Trận         | Bàn          | Trận     | Bàn      | Trận | Bàn  | Trận      | Bàn       |
| ------------------- | ------------------- | -------------------------- | ------------ | ------------ | ------------ | ------------ | -------- | -------- | ---- | ---- | --------- | --------- |
| River Plate         | 2024                | Argentina Primera División | 33           | 1            | 1            | 1            | 7        | 1        | 0    | 0    | 41        | 3         |
| River Plate         | 2025                | Argentina Primera División | 12           | 4            | 1            | 1            | 6        | 2        | 4    | 0    | 23        | 7         |
| River Plate         | Tổng cộng           | Tổng cộng                  | 45           | 5            | 2            | 2            | 13       | 3        | 4    | 0    | 64        | 10        |
| Real Madrid         | 2025–26             | La Liga                    | 0            | 0            | 0            | 0            | 0        | 0        | 0    | 0    | 0         | 0         |
| Tổng cộng sự nghiệp | Tổng cộng sự nghiệp | Tổng cộng sự nghiệp        | 45           | 5            | 2            | 2            | 13       | 3        | 4    | 0    | 64        | 10        |

1. ↑  Bao gồm Copa Argentina và Copa del Rey
2. 1 2  Số lần ra sân tại Copa Libertadores
3. ↑  Một lần ra sân tại Supercopa Internacional, ba lần ra sân tại FIFA Club World Cup
4. ↑  Ra sân tại UEFA Champions League

### Quốc tế
Tính đến 5 tháng 6 năm 2025
| Đội tuyển quốc gia | Năm       | Trận | Bàn |
| ------------------ | --------- | ---- | --- |
| Argentina          | 2025      | 1    | 0   |
| Tổng cộng          | Tổng cộng | 1    | 0   |

## Danh hiệu
River Plate
- Supercopa Argentina: 2023